# Zbraň (právo)
Zbraní se v trestním právu rozumí cokoli, čím je možno učinit útok proti tělu důraznějším. Zbraní může být např. i pes nebo motorové vozidlo. Bylo judikováno, že zbraní může být např. i propisovací tužka.[zdroj?]
Některé trestné činy jsou posuzovány přísněji, jsou-li spáchány se zbraní:
- útok na úřední osobu
- nedovolené překročení státní hranice
- vydírání
- porušování domovní svobody
- některé trestné činy vojenské, např. zběhnutí

Protože jinde v českém právním řádu není obecná definice zbraně obsažena, používá se v některých případech i tam, kde může být její aplikovatelnost sporná, např. při výkladu ustanovení zákona o svobodě shromažďování.
Střelné zbraně se rozdělují do několika kategorií a v České republice mohou lidé kromě policistů a vojáků nosit zbraň pouze skrytou.